# Хелльдорф, Вольф-Генрих фон
Вольф-Генрих Юлиус Отто Бернхард Фриц Герман Фердинанд граф фон Хелльдорф (нем. Wolf-Heinrich Julius Otto Bernhard Fritz Hermann Ferdinand Graf von Helldorff, 14 октября 1896, Мерзебург — 15 августа 1944, Берлин) — немецкий политический и государственный деятель, активист НСДАП, обергруппенфюрер СА (1933), обергруппенфюрер СС (1936), генерал полиции (1938), начальник полиции Потсдама и Берлина. Казнён за участие в заговоре против Гитлера.

## Война, фрайкор, путч
Выходец из знатного дворянского рода. Родился в семье крупного землевладельца капитана Филиппа Хелльдорфа. Во время Первой мировой войны служил в Торгауском гусарском полку. В том же полку служил Иоахим фон Риббентроп  — будущий министр иностранных дел Германии (1938—1945). Хелльдорф начинал службу в звании прапорщик. В 1915 году повышен до лейтенанта. В звании капитана был военным переводчиком Маттиаса Эрцбергера при заключении Компьенского перемирия.
Вольф-Генрих фон Хелльдорф придерживался крайне правых политических взглядов. После войны он был членом фрайкора под командованием Герхарда Россбаха. В 1920 году Хелльдорф принимал участие в Капповском путче, после провала на некоторое время бежал в Италию.
С 1921 по 1928 Хелльдорф занимался сельским хозяйством в своём поместье Вольмирштедт (Wohlmirstedt). Руководил местной организацией Стального шлема.

## Нацистский депутат
С середины 1920-х годов Вольф-Генрих фон Хелльдорф снова включился в политику в качестве активного национал-социалиста. В 1924—1928 и 1932—1933 — депутат Прусского ландтага (парламента). Первоначально представлял Национал-социалистическое свободное движение (легальная нацистская организация, созданная для прикрытия после поражения Пивного путча). С 1930 года Хелльдорф состоял в НСДАП (членский номер 325408). В 1932 был председателем фракции НСДАП в ландтаге.
В 1931 году Вольф-Генрих фон Хелльдорф возглавил организацию нацистских штурмовиков в Берлине. Участвовал в организации и проведении первого крупного еврейского погрома в Веймарской республике 12 сентября 1931 года. Был привлечён к уголовной ответственности, но благодаря юридической помощи Роланда Фрейслера отделался небольшим штрафом. Активный участник формирования правительства Гитлера летом 1932 года: был посредником встречи Иоахима фон Риббентропа с Гитлером в Берхтесгадене. Риббентроп пытался убедить Гитлера вступить в переговоры с Гинденбургом и Папеном с целью добиться канцлерства.

## Полицейский функционер
После прихода нацистов к власти в марте 1933 года Вольф-Генрих фон Хелльдорф был назначен начальником полиции Потсдама. По совместительству он возглавил отряды СС в Берлине. На этих постах он объявил, что за каждого убитого нациста погибнут десять марксистов.
В июле 1935 года Хелльдорф был назначен начальником общей полиции (ОРПО) Берлина. На этом посту он был известен активным преследованием берлинских евреев. В частности, Хелльдорф ввёл так называемое «пожертвование», которое еврей должен был заплатить, чтобы получить паспорт и возможность эмигрировать из Германии. Хелльдорф сыграл видную роль в погромах Хрустальной ночи, организации произвольных арестов, избиений, грабежей и убийств под предлогом разоружения евреев.
Яростный антисемитизм Хелльдорфа имел теневую сторону. Хелльдорф был известен беспорядочным и распутным образом жизни, постоянно находился в крупных денежных долгах. В 1931 за долги было продано его имение. Преследования берлинских евреев и вымогательство «пожертвований» было для него способом поправить собственное финансовое положение. Кроме того, постоянным кредитором Хелльдорфа был еврейский трюкач-«ясновидящий» Эрик Ян Хануссен, убитый штурмовиками 25 марта 1933. Альберт Шпеер с отвращением вспоминал, с какой алчностью Хелльдорф присваивал предметы роскоши в оккупированной Вене 1938 года.

## Участие в сопротивлении
С 1938 Хелльдорф установил контакты с военной оппозицией. Важной причиной его переориентации было возмущение Делом Фрича — Бломберга. Он поддерживал контакты с Людвигом Беком, Эрвином фон Вицлебеном, Фридрихом Фроммом, Фридрихом Ольбрихтом, Фрицем-Дитлофом Шуленбургом — будущими руководителями и участниками антигитлеровского заговора. В 1944 году фон Хелльдорф имел контакт с Клаусом фон Штауффенбергом.
Заговорщики рассчитывали на помощь Хелльдорфа как главы берлинской полиции. Однако они переоценили его готовность к участию в перевороте. Хелльдорф пытался подстраховать себя ограниченностью своей причастности. Его участие не дало ожидаемого эффекта.
Расследование гестапо быстро установило причастность фон Хелльдорфа. Народная судебная палата под председательством Роланда Фрейслера вынесла ему смертный приговор. 15 августа 1944 года Вольф-Генрих фон Хелльдорф был повешен в берлинской тюрьме Плётцензее. Гитлер и Гиммлер высказались по этому поводу с резкими комментариями, отметив как характерный признак известную непорядочность Хелльдорфа в денежных делах.

## Отзывы и память
Несмотря на формальную причастность, Вольф-Генрих фон Хелльдорф практически не упоминается среди участников германского Сопротивления или Заговора 20 июля 1944. Отзывы о нём носят крайне негативный характер. В то же время его называют «яркой и противоречивой фигурой Третьего рейха» — жестокость и коррумпированность сочетались у Хелльдорфа с тягой к независимости и способностью к самостоятельному мышлению.

## Семья
Был женат на Ингеборг Эллинор фон Ведель, в браке родилось 5 детей. Кроме того, от отношений с актрисой Эльзой Эльстер в 1944 года, уже после его казни, родилась дочь Христа.

## Персонаж Фейхтвангера
Граф фон Хелльдорф послужил прообразом графа Цинздорфа — персонажа романа Лиона Фейхтвангера Братья Лаутензак, нацистского карателя и хладнокровного убийцы, надменного аристократа, позволявшего себе игнорировать приказы самого Гитлера. Сюжетная линия романа, касающаяся отношений Ульриха Цинздорфа с Оскаром Лаутензаком — денежная задолженность Цинздорфа и спровоцированный им конфликт, кончившийся гибелью Лаутензака — взята из биографии Хелльдорфа. Прообразом Лаутензака явился Эрик Ян Хануссен.

### Образ в кино
- «Фюрер и растлитель[нем.]» (Германия, 2024), режиссёр Йоахим Ланг, в роли Хелльдорфа Тилль Фирит[нем.]

## Награды
- Железный крест (1914) 2-го и 1-го класса (Королевство Пруссия)
- Шеврон старого бойца (февраль 1934)
- Почётный крест Первой мировой войны 1914/1918 с мечами (1934)
- Золотой партийный знак НСДАП (30 января 1938)
- Крест «За военные заслуги» 2-го и 1-го класса с мечами
- Рыцарский крест Креста «За военные заслуги» с мечами (10 февраля 1944)
- Медаль «За выслугу лет в НСДАП» в бронзе и серебре